# La ragazza e il professore (romanzo)
La ragazza e il professore è un romanzo scritto da Jean-Claude Carrière nel 2005.

## Edizioni
- Jean-Claude Carrière, La ragazza e il professore, traduzione di Valeria Pazzi, Rizzoli, 2005,  p. 154, ISBN 88-17-00865-6.